# San Ramón (Costa Rica)
San Ramón is een stad (ciudad) en deelgemeente (distrito) van de gelijknamige gemeente (cantón) in Costa Rica. Het stadje van 9000 inwoners beslaat een oppervlakte van 1,29 km².

## Geboren
- Luis Gabelo Conejo (1960), voetballer